# Міжнародний день видимості трансгендерних людей
Міжнаро́дний день ви́димості трансге́ндерних люде́й (англ. International Transgender Day of Visibility) — день святкування трансгендерності й підвищення обізнаності про дискримінацію, з якою стикаються трансгендерні люди. Відзначається щорічно 31 березня.

## Історія
День був заснований трансгендерною активісткою Рейчел Кренделл з Мічигана в 2009 році. Причиною його появи було незадоволення від того, що єдиною широко відомою датою, пов'язаною з трансгендерністю, був День пам'яті трансгендерних людей. На відміну від нього, День видимості призначений не для протесту чи пам'яті загиблих, а для святкування своєї ідентичності.

## Відзначення
Трансгендерні люди публікують у соціальних мережах історії зі свого життя та інші пов'язані з цією датою матеріали, щоб розповісти про свій досвід та проблеми.
Також Міжнародний день видимості трансгендерних людей відзначається онлайн та офлайн багатьма організаціями в усьому світі, зокрема в Україні.
Починаючи з 2021 року, президент США Джо Байден офіційно затверджував дату святкування 31 березня. Він став першим президентом Сполучених Штатів Америки, який випустив на честь цього дня офіційне звернення з підтримкою трансгендерних людей.